# ویکی‌مپز
ویکی‌مپز یک ابزار پویا است که توسط یک تیم تحقیقاتی بین‌المللی توسعه داده شده‌است و ارتباط موضوعی میان نوشته‌های مهم در ویکی‌پدیا را برای جستجوی بهتر روی یک طرح نقشه‌مانند نشان می‌دهد.